# Saša Tomanović
Saša Tomanović (Kirin Serbia: Саша Томановић; sinh 20 tháng 9 năm 1989) là một tiền vệ bóng đá Serbia đá cho TSC Bačka Topola.